# Hermann von Holte
Hermann von Holte (* im 13. Jahrhundert; † um 1285) war Domherr in Münster.

## Leben
Hermann von Holte entstammte dem Edelherrengeschlecht derer von Holte mit Stammsitz im Osnabrücker Raum (Holter Burg). Er war der Sohn des Edelherren Wikbold von Holte und dessen Gemahlin Wolderadis von Dreigwörden. Seine Geschwister waren
- Wilhelm, Bischof von Münster
- Wigbold, Erzbischof von Köln
- Beatrix, Äbtissin in Essen
- Wolderadis, Nonne in Bersenbrück
- Jutta, ⚭ Hermann ?
- Wedekind, Domherr in Köln
- Ludolf, Prior in Corvey, Abt in Brauweiler

1246 findet Hermann erstmals urkundliche Erwähnung als Domherr zu Münster. In diesem Amt blieb er bis zu seinem Tode. Hermann war auch Propst des Kollegiatstifts Nienkerken.
Die Quellenlage gibt über seinen weiteren Lebensweg keinen Aufschluss.